# مارسینل
مارسینل (به لاتین: Marcinelle) یک منطقهٔ مسکونی در بلژیک است که در شارلروآ واقع شده‌است. مارسینل ۱۳٫۱۶ کیلومتر مربع مساحت و ۲۲٬۸۷۷ نفر جمعیت دارد.

## خواهرخوانده
شهر ایرسون خواهرخواندهٔ مارسینل هست.